# Obergailbach
Obergailbach és un municipi francès, situat al departament del Mosel·la i a la regió del Gran Est. L'any 2007 tenia 306 habitants.

## Demografia

### Població
El 2007 la població de fet d'Obergailbach era de 306 persones. Hi havia 106 famílies, de les quals 12 eren unipersonals (8 homes vivint sols i 4 dones vivint soles), 43 parelles sense fills, 47 parelles amb fills i 4 famílies monoparentals amb fills.
La població ha evolucionat segons el següent gràfic:
Habitants censats

### Habitatges
El 2007 hi havia 118 habitatges, 112 eren l'habitatge principal de la família i 7 estaven desocupats. 110 eren cases i 7 eren apartaments. Dels 112 habitatges principals, 100 estaven ocupats pels seus propietaris, 3 estaven llogats i ocupats pels llogaters i 9 estaven cedits a títol gratuït; 1 tenia dues cambres, 3 en tenien tres, 21 en tenien quatre i 87 en tenien cinc o més. 104 habitatges disposaven pel capbaix d'una plaça de pàrquing. A 29 habitatges hi havia un automòbil i a 73 n'hi havia dos o més.

### Piràmide de població
La piràmide de població per edats i sexe el 2009 era:
| Homes | Edats   | Dones |
| ----- | ------- | ----- |
| 0     | 95 o +  | 0     |
| 0     | 90 a 94 | 0     |
| 0     | 85 a 89 | 0     |
| 0     | 80 a 84 | 0     |
| 8     | 75 a 79 | 0     |
| 8     | 70 a 74 | 4     |
| 4     | 65 a 69 | 12    |
| 12    | 60 a 64 | 0     |
| 8     | 55 a 59 | 8     |
| 0     | 50 a 54 | 12    |
| 12    | 45 a 49 | 16    |
| 12    | 40 a 44 | 16    |
| 24    | 35 a 39 | 8     |
| 4     | 30 a 34 | 4     |
| 12    | 25 a 29 | 4     |
| 4     | 20 a 24 | 0     |
| 16    | 15 a 19 | 4     |
| 8     | 10 a 14 | 0     |
| 16    | 5 a 9   | 8     |
| 4     | 0 a 4   | 0     |

## Economia
El 2007 la població en edat de treballar era de 206 persones, 142 eren actives i 64 eren inactives. De les 142 persones actives 132 estaven ocupades (74 homes i 58 dones) i 10 estaven aturades (5 homes i 5 dones). De les 64 persones inactives 17 estaven jubilades, 19 estaven estudiant i 28 estaven classificades com a «altres inactius».

### Ingressos
El 2009 a Obergailbach hi havia 114 unitats fiscals que integraven 309 persones, la mediana anual d'ingressos fiscals per persona era de 18.655 €.

### Activitats econòmiques
Dels 4  establiments que hi havia el 2007, 1 era d'una empresa extractiva, 2 d'empreses de comerç i reparació d'automòbils i 1 d'una empresa de transport.
L'únic establiment comercial que hi havia el 2009 era una carnisseria.
L'any 2000 a Obergailbach hi havia 11 explotacions agrícoles que ocupaven un total de 750 hectàrees.

## Poblacions més properes
El següent diagrama mostra les poblacions més properes.